# Odźwierna
Odźwierna (biał. Адзверна; ros. Одверна) – wieś na Białorusi, w obwodzie grodzieńskim, w rejonie mostowskim, w sielsowiecie Gudziewicze.
W dwudziestoleciu międzywojennym wieś (oraz folwark o tej samej nazwie) leżała w Polsce, w województwie białostockim, w powiecie grodzieńskim, w gminie Gudziewicze.
Według Powszechnego Spisu Ludności z 1921 roku wieś i folwark zamieszkiwało 117 osób, 7 było wyznania rzymskokatolickiego a 110 prawosławnego. Jednocześnie 109 mieszkańców zadeklarowało polską przynależność narodową, 4 białoruską a 4 niemiecką. Było tu 18 budynków mieszkalnych.
Miejscowość należała do parafii rzymskokatolickiej w Wielkich Ejsymontach i parafii prawosławnej w Gudziewiczach.
Podlegała pod Sąd Grodzki w Indurze i Okręgowy w Grodnie; właściwy urząd pocztowy mieścił się w Gudziewiczach.